# Sing Buri (província)
Sing Buri é uma província da Tailândia. Sua capital é a cidade de Sing Buri.